# Galeocerdo cuvier
Lo squalo tigre (Galeocerdo cuvier Péron & Lesueur, 1822), noto anche come tigre di mare, è un pesce cartilagineo della famiglia dei Carcarinidi. Si tratta dell'unica specie nota appartenente al genere Galeocerdo.
Il suo nome deriva dalle macchie o strisce scure lungo il suo corpo, che ricordano il manto di una tigre, ma quasi svaniscono man mano che lo squalo matura. È un grande predatore, in grado di raggiungere una lunghezza di 5 metri e pesare quasi una tonnellata. Le popolazioni si trovano in molte acque tropicali e temperate, specialmente intorno alle isole del Pacifico centrale e nel Mar dei Caraibi. 
Lo squalo tigre è un cacciatore solitario, prevalentemente notturno. È noto per avere lo spettro alimentare più ampio di tutti gli squali, con una gamma di prede che include crostacei, pesci, foche, uccelli, calamari, tartarughe, serpenti marini, delfini e persino altri squali più piccoli. Ha anche la reputazione di "mangiatore di spazzatura", consumando una varietà di oggetti non commestibili artificiali che indugiano nel suo stomaco. Sebbene siano predatori all'apice della catena alimentare, gli squali tigre sono talvolta presi come prede da gruppi di orche. Si considera una "specie minacciata" a causa dello spinnamento e della pesca da parte dell'uomo.
Lo squalo tigre è secondo solo allo squalo bianco negli attacchi mortali registrati sugli esseri umani, ma questi eventi sono ancora estremamente rari.

## Tassonomia
Questo squalo fu descritto per la prima volta da François Péron e Charles Alexandre Lesueur nel 1822 e gli fu dato il nome Squalus cuvier. Johannes Peter Müller e Friedrich Gustav Jakob Henle nel 1837 lo ribattezzarono Galeocerdo tigrinus. Il genere, Galeocerdo, deriva dal greco galeos, che significa squalo, e kerdo, la parola per volpe. Viene spesso chiamato colloquialmente lo squalo mangiatore di uomini.
Lo squalo tigre è un membro dell'ordine Carcharhiniformes, l'ordine di squali più ricco di specie, con più di 270 specie tra cui anche i piccoli squali gatto e gli squali martello. I membri di questo ordine sono caratterizzati dalla presenza di una membrana nittitante sopra gli occhi, due pinne dorsali, una pinna anale e cinque fessure branchiali. È il più grande membro della famiglia Carcharhinidae. Questa famiglia è composta per lo più da squali snelli ma potenti di taglia medio-grande e comprende alcuni altri squali ben noti, come la verdesca (Prionace glauca), squalo limone (Negaprion brevirostris) e squalo zambesi (Carcharhinus leucas).

## Descrizione
La colorazione dello squalo tigre varia a seconda dell'età; nei giovani, essa è brunastra, segnata da numerose macchie e strie trasversali piuttosto scure, che, con l'avanzare dell'età, si vanno sempre più attenuando fino a formare una livrea bruno-grigia uniforme negli adulti.
Uno squalo tigre generalmente ha pinne lunghe per fornire portanza mentre lo squalo manovra attraverso l'acqua, mentre la lunga coda superiore fornisce raffiche di velocità. Lo squalo tigre normalmente nuota usando piccoli movimenti del corpo.
Lo squalo tigre raggiunge comunemente una lunghezza da adulto di 3,2 – 4,2 m e pesa spesso da 175 a 635 kg (da 386 a 1.400 libbre). È dimorfico, con le femmine che sono il sesso più grande. Le femmine mature superano spesso i 3,7 m mentre i maschi maturi raramente diventano così grandi. Secondo quanto riferito, femmine eccezionalmente grandi possono misurare oltre 5,5 metri e i maschi più grandi 4,7 m. Il peso di squali tigre femmine particolarmente grandi può superare i 900 kg (2.000 libbre). 

Dimensioni in rapporto all'uomo

Tra i più grandi squali esistenti, lo squalo tigre si colloca in taglia media solo dietro lo squalo balena (Rhincodon typus), lo squalo elefante (Cetorhinus maximus) e lo squalo bianco (Carcharodon carcharias). Questo lo rende il secondo squalo predatore più grande, dopo quello bianco. Alcune altre specie come gli squali megamouth (Megachasma pelagios), gli squali dormienti del Pacifico (Somniosus pacificus), gli squali della Groenlandia (Somniosus microcephalus) e gli squali capopiatto (Hexanchus griseus) si sovrappongono ampiamente per dimensioni allo squalo tigre, ma poiché queste specie sono relativamente poco studiate, non è chiaro se le loro dimensioni tipiche della maturità corrispondano a quelle dello squalo tigre. Il pesce martello maggiore (Sphyrna mokarran), un membro dello stesso ordine tassonomico dello squalo tigre, ha una lunghezza corporea media simile o addirittura maggiore, ma è più leggero e meno robusto, con un peso massimo noto di 580 kg (1.280 libbre).

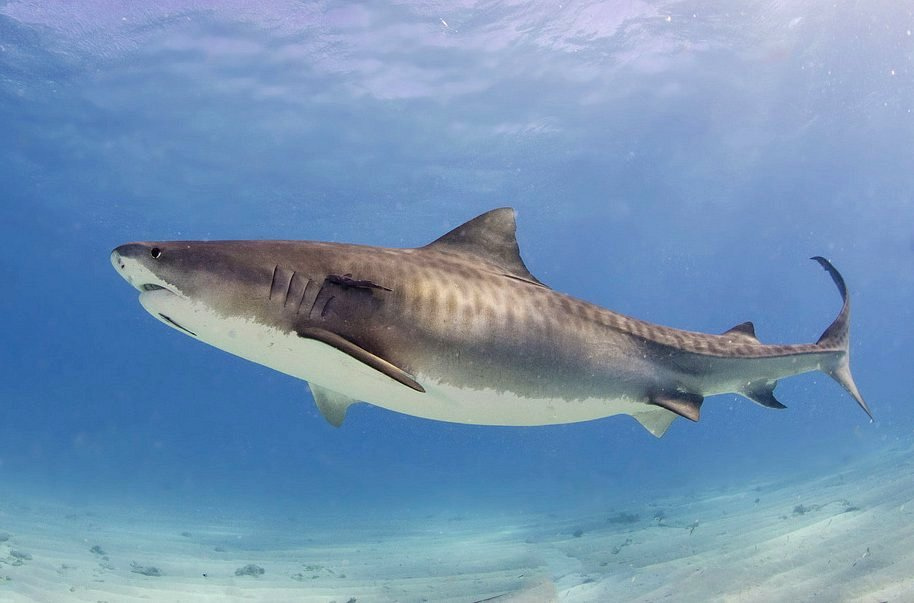
Esemplare fotografato alle Bahamas

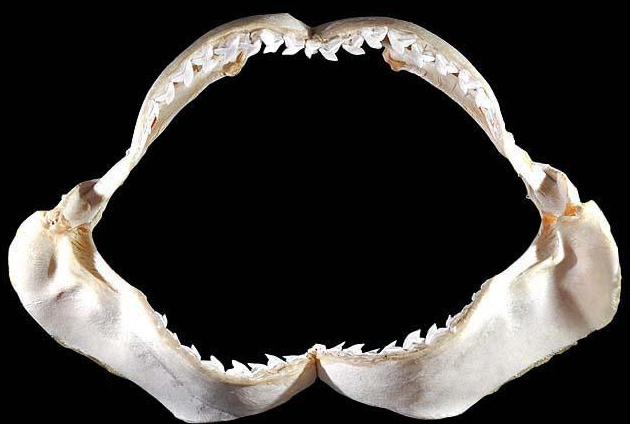
Mascelle

Il suo corpo, slanciato e affusolato, che ne denota le qualità di ottimo nuotatore, è sormontato da due pinne dorsali relativamente alte; la prima è però poco estesa in lunghezza e anche la seconda, situata in prossimità della coda e opposta all'anale, ha un'estensione piuttosto modesta. La pinna caudale si adatta perfettamente alla forma slanciata del corpo, è falcata e ha il lobo superiore assai più allungato di quello inferiore. Grandi sono le pinne pettorali, il cui margine anteriore giunge fin sotto le ultime fessure branchiali, mentre dimensioni più che modeste hanno le ventrali e il capo termina in un muso largo e arrotondato al disotto del quale si apre la bocca ampia e provvista di denti che denotano chiaramente il carattere di predatore proprio di questo pescecane. 
I denti di squalo tigre sono unici con dentellature molto affilate e pronunciate e un'inconfondibile punta rivolta lateralmente. Tale dentatura si è sviluppata per tagliare carne, ossa e altre sostanze dure come i gusci di tartaruga. Come la maggior parte degli squali, i suoi denti vengono continuamente sostituiti da file di nuovi denti per tutta la vita dello squalo. Rispetto alle dimensioni dello squalo, i denti di squalo tigre sono considerevolmente più corti di quelli di un grande squalo bianco, ma sono larghi quasi quanto la radice dei denti del grande squalo bianco e sono probabilmente più adatti per affettare prede dalla superficie dura. La pressione mascellare di questo animale raggiunge i 325 psi, terza quindi nel mondo dei pescecani, dopo quelle dello squalo bianco e leuca.

## Distribuzione geografica

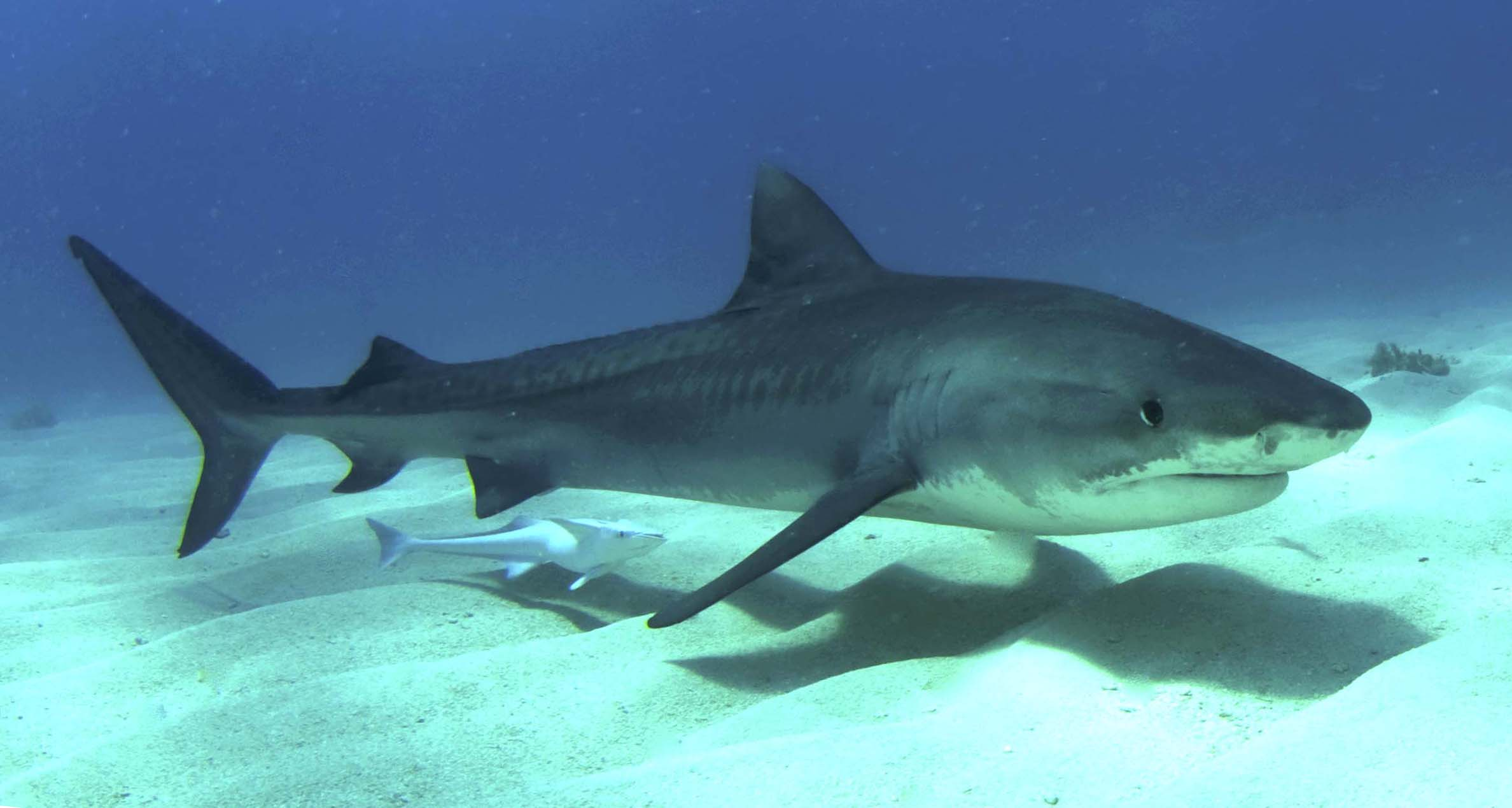
Giovane squalo tigre alle Bahamas

Lo squalo tigre si trova spesso vicino alla costa, principalmente nelle acque tropicali e subtropicali di tutto il mondo. Il suo comportamento è prevalentemente nomade, ma è guidato da correnti più calde e rimane più vicino all'equatore durante i mesi più freddi. Tende a rimanere in acque profonde che costeggiano le barriere coralline, ma può spostarsi anche nei canali per inseguire la preda in acque meno profonde. Nell'Oceano Pacifico occidentale, è stato trovato a nord fino al Giappone e a sud fino alla Nuova Zelanda.
Gli squali tigre possono essere visti nel golfo del Messico, nelle spiagge nordamericane e in parti del Sud America. È anche comunemente osservato nel mar dei Caraibi. Altre località in cui si vedono squali tigre includono Africa, Cina, India, Australia e Indonesia. Alcuni squali tigre sono stati registrati a profondità appena inferiori a 900 m (3.000 piedi).
Inizialmente si pensava che lo squalo tigre fosse un animale costiero, ma ricerche più recenti hanno messo in luce una conclusione diversa; infatti lo squalo tigre si è rivelato una sorta di grande "nomade" o migratore e non un predatore "abitudinario" come lo squalo bianco, che percorre enormi distanze cambiando molto spesso il proprio territorio di caccia. 
È stato avvistato anche nel Mediterraneo, sebbene solo due volte.

## Riproduzione
Gli squali tigre sono ovovivipari e si riproducono a mezzo di figli vivi, deposti sempre in numero elevato (da 30 a oltre 50 per ogni parto) a differenza di quanto si riscontra nella maggior parte dei Selaci.
Questo squalo è diffuso principalmente nelle acque costiere dei mari tropicali, tuttavia è localizzato anche in tutte le acque temperate oceaniche.

## Alimentazione

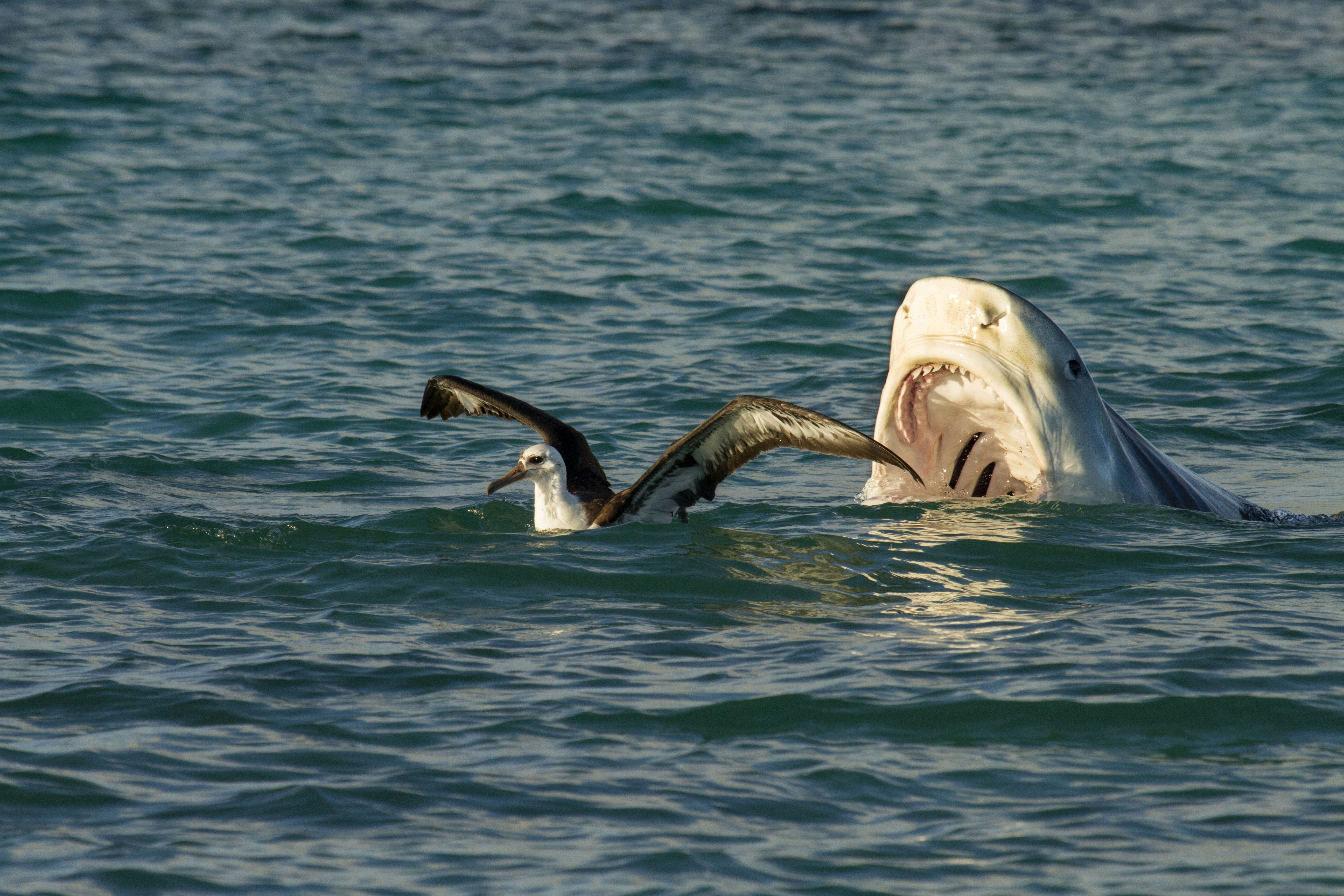
Attacco ad un albatro.

Lo squalo tigre è un superpredatore (predatore all'apice) e ha la reputazione di mangiare quasi tutto.
Questi predatori nuotano nell'entroterra per mangiare di notte e durante il giorno nuotano in acque più profonde. Si scopre che i giovani squali tigre si nutrono principalmente di piccoli pesci, oltre a varie piccole meduse e molluschi compresi i cefalopodi. Intorno al momento in cui raggiungono la maturità sessuale, la loro selezione si espande notevolmente e animali molto più grandi diventano prede regolari. Numerosi pesci, crostacei, uccelli marini, serpenti marini, mammiferi marini (es. tursiopi, delfini comuni, delfini maculati, dugonghi, foche e leoni marini) e tartarughe marine (comprese le tre specie più grandi: la liuto, la caretta caretta e le tartarughe marine verdi) sono regolarmente mangiate dagli squali tigre adulti. In effetti, le tartarughe marine adulte sono state trovate fino al 20,8% degli stomaci di squalo tigre studiati, indicando in qualche modo una preferenza dietetica per le tartarughe marine dove si incontrano comunemente. Mangiano anche altri squali, compreso lo squalo grigio, oltre a razze e talvolta anche altri squali tigre.
A causa dell'alto rischio di predazione, i delfini spesso evitano le regioni abitate dagli squali tigre. Anche le balene ferite o malate possono essere attaccate e mangiate. Un gruppo è stato documentato uccidendo una megattera malata nel 2006 vicino alle Hawaii. In qualità di predatore spazzino, lo squalo tigre si nutre di balene morte ed è stato documentato farlo insieme ai grandi squali bianchi.
Le mascelle larghe e fortemente calcificate e la bocca quasi terminale, combinate con denti robusti e seghettati, consentono allo squalo tigre di affrontare grandi prede. Inoltre, l'eccellente vista e l'acuto senso dell'olfatto gli consentono di reagire a deboli tracce di sangue e di seguirle alla fonte. La capacità di captare le onde di pressione a bassa frequenza consente allo squalo di avanzare verso un animale con sicurezza, anche in acque torbide. Lo squalo circonda la sua preda e la studia pungolandola con il muso. Quando attacca, lo squalo mangia spesso la sua preda intera, anche se le prede più grandi vengono spesso mangiate a morsi graduali e finite nel tempo.
Anche i mammiferi terrestri domestici, inclusi cavalli, capre, pecore, cani, gatti e ratti marroni sono abbastanza comuni nel contenuto dello stomaco degli squali tigre lungo le coste delle Hawaii. In un caso, nello stomaco di questo squalo sono stati trovati resti di due volpi volanti. A causa del suo stile di alimentazione aggressivo e indiscriminato, spesso mangia erroneamente oggetti non commestibili, come targhe di automobili, lattine, pneumatici e palle da baseball.

### Predatori naturali
Sebbene gli squali tigre siano predatori apicali, a volte vengono predati da branchi di orche. Il metodo di un branco per cacciare uno squalo tigre è portarlo in superficie. Un'orca afferra lo squalo a metà del corpo e lo tiene a testa in giù per indurre l'immobilità tonica e affogare lo squalo. Le orche mordono le pinne dello squalo prima di sventrarlo e divorarlo a mezz'acqua.
Talvolta anche lo  squalo bianco e il  coccodrillo marino predano sia i giovani e gli adulti, ma in base alla grandezza anche loro, così come le orche solitarie, possono diventare prede. 

## Conservazione

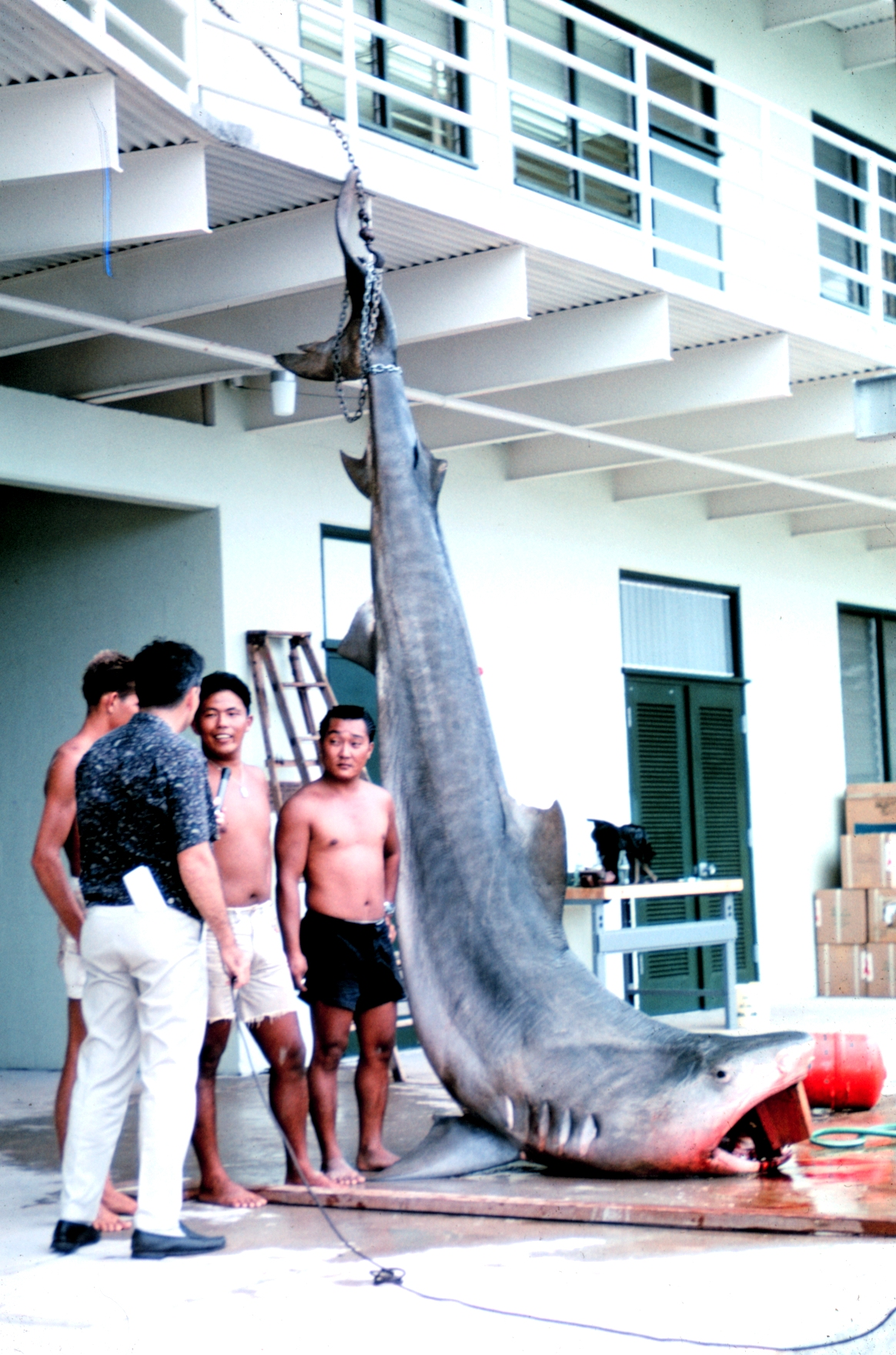
Un grande squalo tigre catturato nella baia di Kaneʻohe, Oahu, nel 1966.

Questa specie ha una notevole importanza economica, poiché dal suo fegato si estrae un olio che, fra i diversi utilizzi, trova impiego nella terapeutica umana per le sue qualità analoghe a quelle dell'olio di fegato di merluzzo. Inoltre la pelle, opportunamente conciata, fornisce un ottimo cuoio. Le sue carni sono commestibili e le pinne sono ritenute una prelibatezza dalle popolazioni costiere dell'Oceano Indiano e dell'area sudoccidentale dell'Oceano Pacifico.

## Rapporti con l'uomo
Sebbene gli squali mordano raramente gli esseri umani, si dice che lo squalo tigre sia responsabile di una grande quota di incidenti mortali con morsi di squalo ed è considerato una delle specie di squali più pericolose. Spesso visitano scogliere, porti e canali poco profondi, creando il potenziale per l'incontro con gli umani. Lo squalo tigre vive anche nelle foci dei fiumi e in altre acque ricche di deflusso.
Mentre lo squalo tigre è considerato uno degli squali più pericolosi per l'uomo, la sua velocità di morso è bassa. È al secondo posto nell'elenco del numero di morsi registrati sugli esseri umani, dietro solo allo squalo bianco. In genere, alle Hawaii si verificano da tre a quattro morsi di squalo all'anno, ma raramente sono fatali; un notevole sopravvissuto a un tale attacco è la campionessa di surf Bethany Hamilton, che ha perso il braccio sinistro all'età di 13 anni a causa di uno squalo tigre nel 2003. Questo tasso di morsi è molto basso, considerando che migliaia di persone nuotano, fanno surf e si immergono nelle acque hawaiane ogni giorno. È stato dimostrato che le interazioni umane con gli squali tigre nelle acque hawaiane aumentano tra settembre e novembre, quando si ritiene che le femmine di squalo tigre migrino verso le isole per partorire.
Alcuni sub che hanno acquisito molta esperienza, arrivano talvolta ad avere un “contatto amichevole” con questi animali, arrivando a coccolarli o accarezzarli senza che questi mostrino un comportamento aggressivo.